# Saint-Pierre-lès-Franqueville
Saint-Pierre-lès-Franqueville è un comune francese di 62 abitanti situato nel dipartimento dell'Aisne della regione dell'Alta Francia.

## Società

### Evoluzione demografica
Abitanti censiti